# 新信濃變電所
36°8′14″N 137°52′58″E / 36.13722°N 137.88278°E

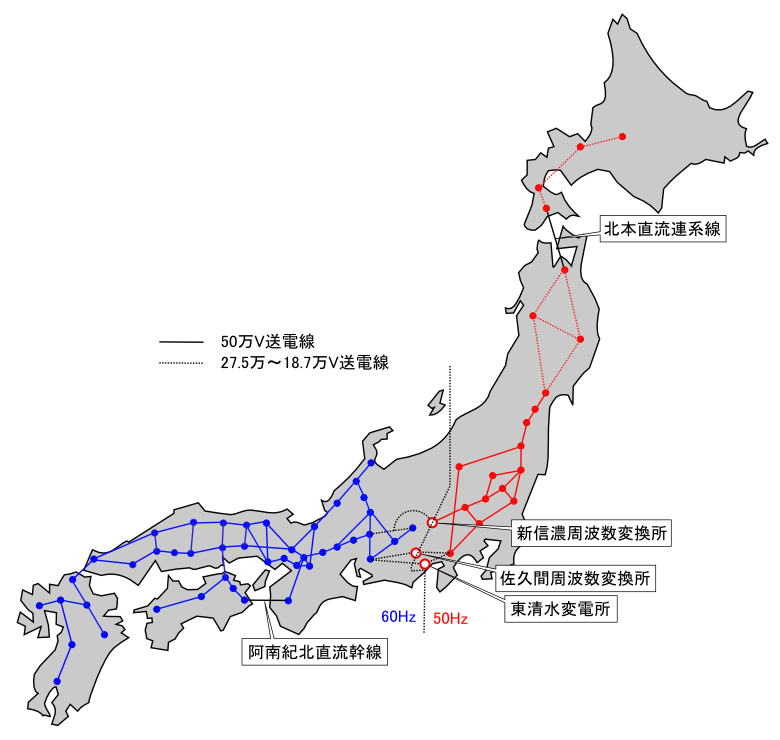
日本的電力系統與新信濃變電所位置

新信濃變電所（日语：／ Shin shinano hendensho），位於日本長野縣東筑摩郡朝日村，是由東京電力子公司東京電力電網（東京電力パワーグリッド）所營運的變電所。此變電所除了是50萬伏特超高壓變電所，還是東日本的50Hz與西日本的60Hz電網之三處電源頻率轉換所之一。

## 概要

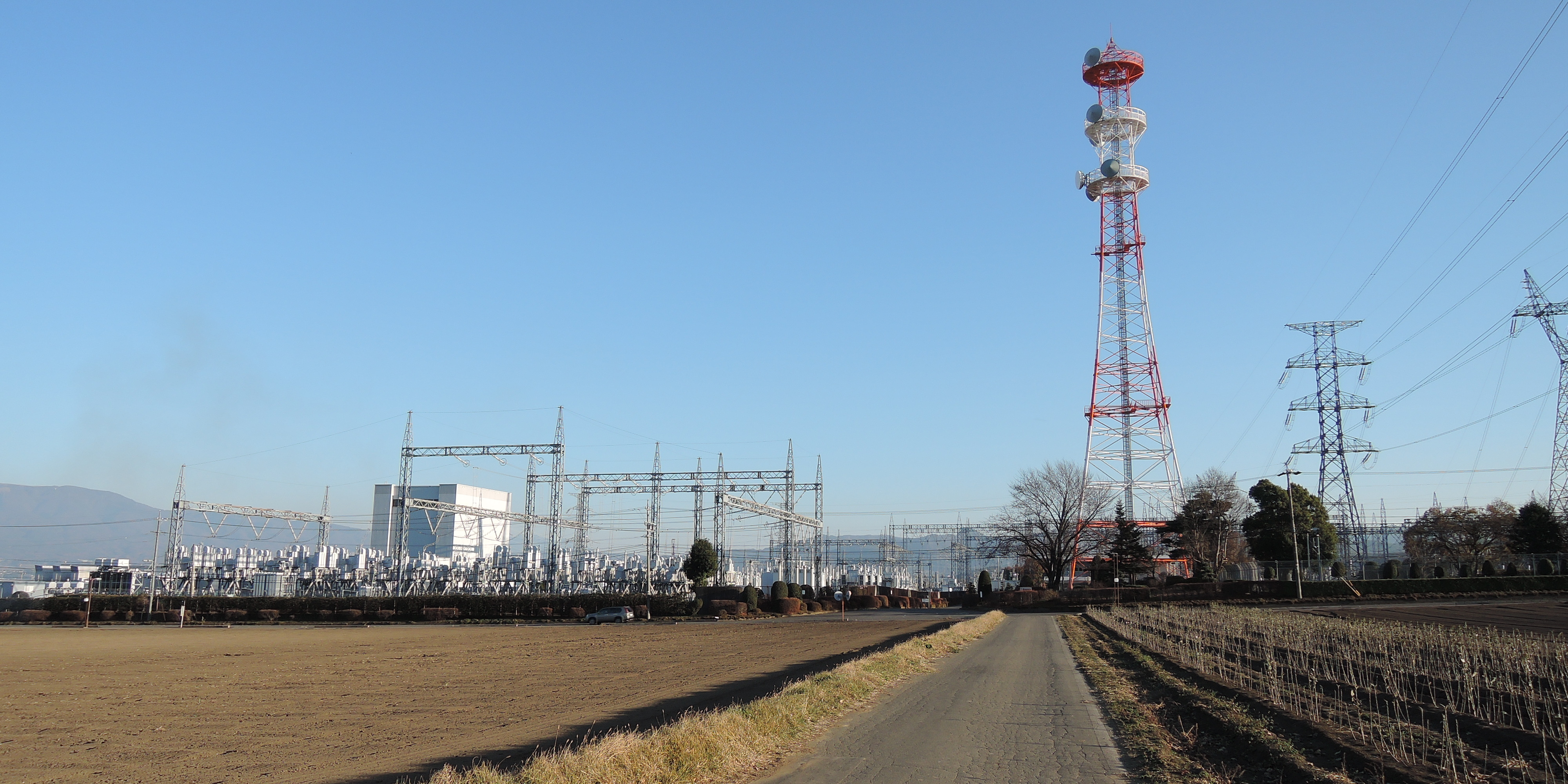
新信濃變電所

### 超高壓變電所
東京電力在長野縣的犀川上游建有多座大型的水力發電廠，其中在梓川有安曇發電廠及水殿發電廠、高瀨川有新高瀨川發電廠，這三座電廠的最大發電能力合計可達128萬千瓦。
三座電廠所發的電以27.5萬伏特交流電傳輸到新信濃變電所，經由變壓器升壓為50萬伏特之後，往首都圈輸送。

### 電源頻率轉換所
東京電力電網與中部電力的電網在此變電所相接，設有兩套頻率轉換設備（FC, Frequency Converter (Changer)）：
- 1號FC：1977年啟用，設於屋外，最大頻率轉換能力達30萬千瓦。
- 2號FC：1992年啟用，設於屋內，最大頻率轉換能力達30萬千瓦。

因現有頻率轉換設備日趨飽和，為加強東西日本電網的電力融通能力，東京電力電網與中部電力計畫新建一條90公里的高壓直流輸電（HVDC）電路，從岐阜縣高山市連接到新信濃變電所，電壓±20萬伏特、容量90萬千瓦，這條HVDC稱為「飛驒信濃直流幹線」，預定於2020年啟用，最终于2021年启用。

## 另見
- 工頻
- 佐久间频率转换所（日语：佐久間周波数変換所）
- 東清水變電所

## 外部連結
- 事業概要 （页面存档备份，存于）
- HVDC-back-to-back station SHIN-SHINANO
- Switching diagram